# Бібліотека української літератури в Москві

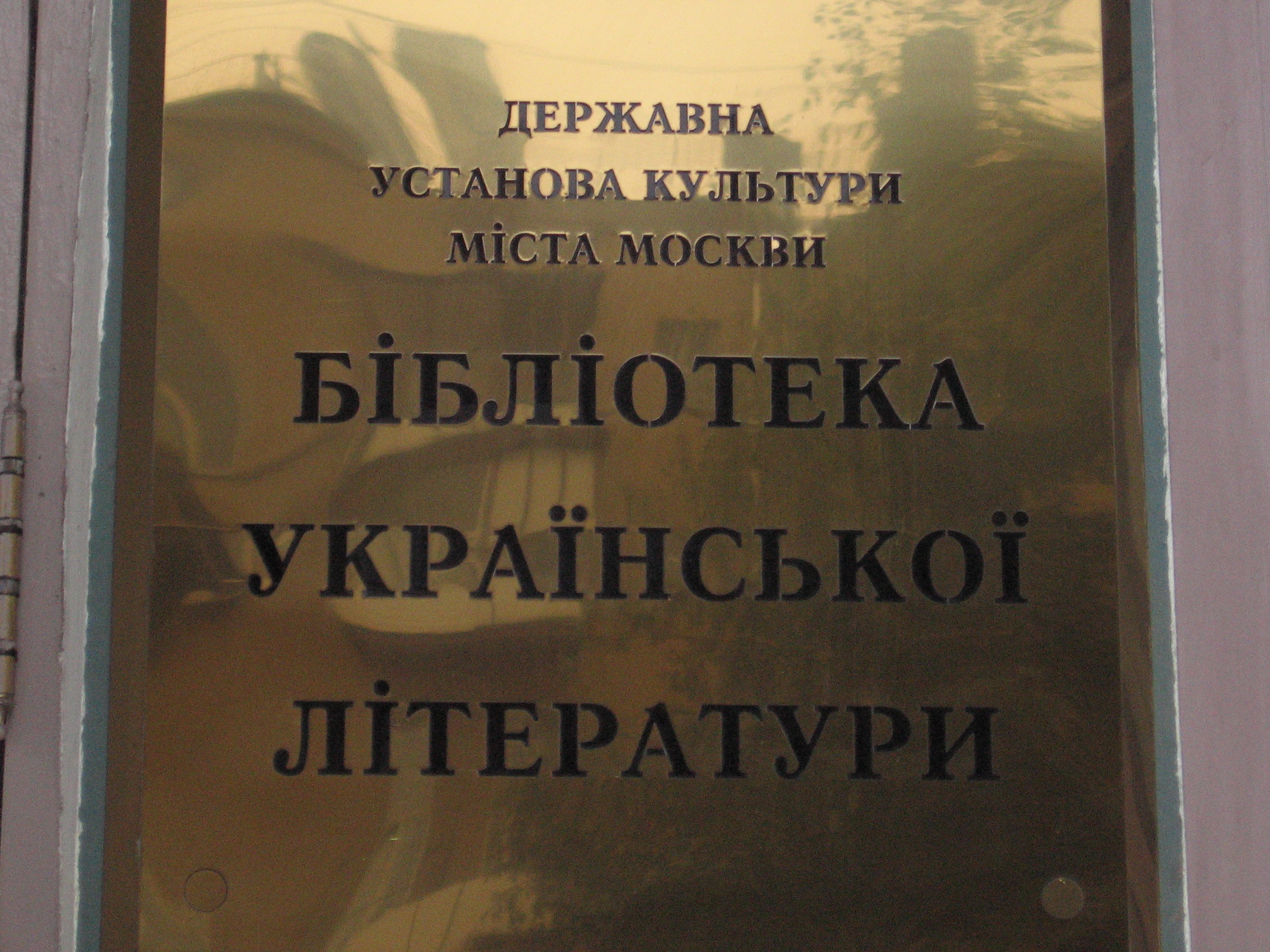
Бібліотека української літератури в Москві. 2007.

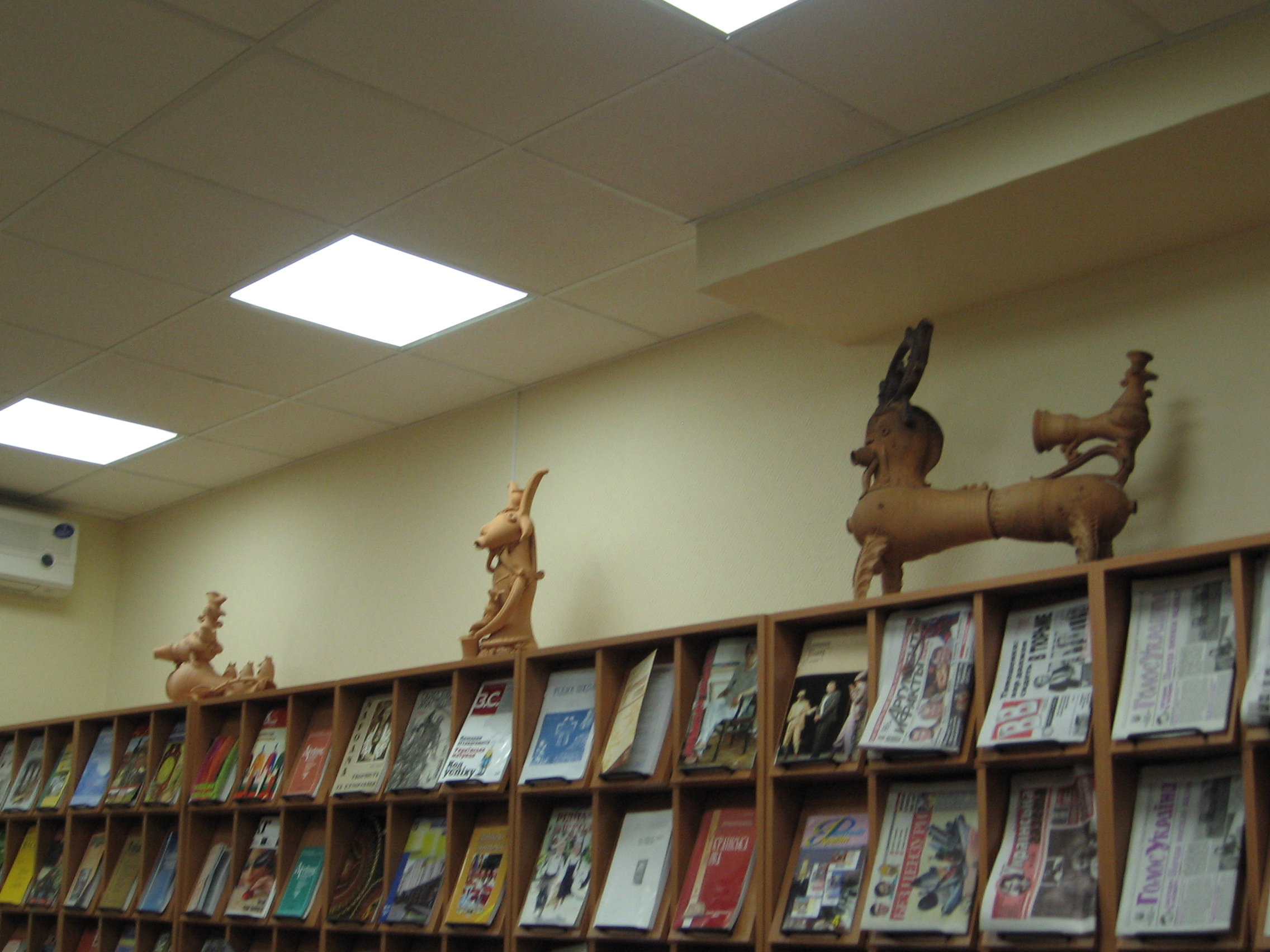
Виставки бібліотеки. 2007.

Бібліотека української літератури в Москві — українська бібліотека в Москві, що існувала з 1918 до 1949 року і знову була створена силами української громади Москви в 1989 році й існувала до її ліквідації у 2017 році.

## Період 1918—1949 рр.
В 1920–1930-тих роках в Москві існувала Центральна українська бібліотека при робітничому клубі в Москві. Український робітничий клуб у Москві існував, очевидно, з 1918 року. Перша згадка про нього, знайдена нами в літературі, — у довіднику «Вся Москва на 1925 г.» (М., 1925): «Центральный Украинский рабочий клуб, Тверская ул., 37/9, кв.9, зав. Ульяшенко Т. Е.» Ймовірно, що бібліотека при клубі працювала з самого початку його діяльності (принаймні, з 1922 року, як свідчать штемпелі на книжках). Остання згадка про бібліотеку — в книзі «Москва в новых районах» (М., 1936) — «Центральная украинская библиотека, ул. Горького, 37/9, 3 платных библиотечных работника, общее число книг — 11630».
Бібліотека купувала їх у різних московських книгарнях, в тому числі й у магазині «Українська книга», Літфонді СРСР, видавництвах, у приватних осіб. Читачами бібліотеки в різні роки були від 480 до 732 українців. Бібліотека мала до 14 пересувних пунктів на московських фабриках та в клубах.
У 1937 (1938?) році у зв'язку з реконструкцією вулиці Горького (колишньої та вже нинішньої Тверської), будинок, в якому розташовувалися клуб та бібліотека, було знесено. Це збіглося з так званою реорганізацією бібліотечної мережі в Москві, у результаті якої всі національні бібліотеки були фактично ліквідовані (товариства національних меншин, клуби, театри, газети припинили своє існування ще раніше, очевидно, до кінця 1936 року).
Після цього бібліотека української літератури стала «бібліотекою № 85 Радянського району Москви з українським відділом». Із 1938 року вона розташовується в будинку по Великій Грузинській вулиці, 37 (ця будівля також не збереглася). Перетворившись у звичайну московську бібліотеку, вона неодноразово змінювала номер, переїздила з одного приміщення в інше; сьогодні умовно «правонаступницею» Центральної Української бібліотеки можна вважати бібліотеку № 47 Централізованої бібліотечної системи № 4 Центрального округу.
У 1991 році саме в цій бібліотеці було знайдено документи (найдавніші з них датовано 1934 роком), які можуть розповісти про історію та долю української бібліотеки в Москві: статистичні звіти про склад фонду та кількість читачів, інвентарні книги, акти про вилучення книг за так званими списками «Головліту». У списках — прізвища видатних українських поетів, прозаїків, перекладачів, літературознавців, репресованих радянською системою. Книги цих авторів вилучалися з фондів бібліотек та знищувалися (лише у великих бібліотеках вони збереглися у «спецсховищах» і стали доступними тільки недавно). У книгах, що залишилися в Бібліотеці, викреслено прізвища «неблагонадійних» перекладачів, упорядників, редакторів — Є. П. Плужника, В. П. Підмогильного, М. К. Зерова, С. О. Єфремова.
Однак бібліотека, вже як відділ, продовжувала працювати, навіть у такий важкий час залишаючись осередком української культури в Москві. У 1943 році частину книг на прохання Народного комісаріату освіти УРСР було передано Українському державному університету, який на той час працював у евакуації в місті Кизил-Орда в Казахстані.
Під кінець 1940-х років керівництво СРСР бере курс на скасування національних осередків у Москві. У грудні 1949 року 6408 книг, що залишалися у фонді бібліотеки № 68, було передано до Наукової бібліотеки Львівського державного університету імені І. Франка.
У Львові близько півтори тисячі книг потрапили до основного фонду університетської бібліотеки, решта — до обмінного.

## Період після 1988 р
Історія сучасної української бібліотеки в Москві починається у 1988 році, завдяки ініціативі молоді українського походження — студентів та аспірантів московських вузів, молодих науковців. Саме у цей рік у московській кав'ярні «У Никитских ворот» на одній з перших зустрічей Українського молодіжного клубу й виникла ідея відродити українську бібліотеку.
Група ентузіастів звернулася через українські газети та журнали («Друг читача», «Літературна Україна», «Дніпро» та інші) до видавництв, бібліотек України, до книголюбів та всіх «щирих» українців із проханням надіслати українські книги для майбутньої бібліотеки. Одночасно вона, за підтримки голови Товариства української культури «Славутич», льотчика-космонавта СРСР Павла Поповича, попросила Головне управління культури Мосміськвиконкому відкрити в Москві українську бібліотеку. Начальник Калінінського районного відділу культури Москви К. М. Слесарева, запросила українців саме до центральної бібліотеки району, що мала гарне приміщення, і досить зручно розташованої. Було прийнято рішення відкрити при Центральній бібліотеці № 122 Калінінського району Москви (зараз — район Лефортово) Бібліотеку української літератури на правах відділу. Його очолила Є. Л. Бердникова (Білошицька).

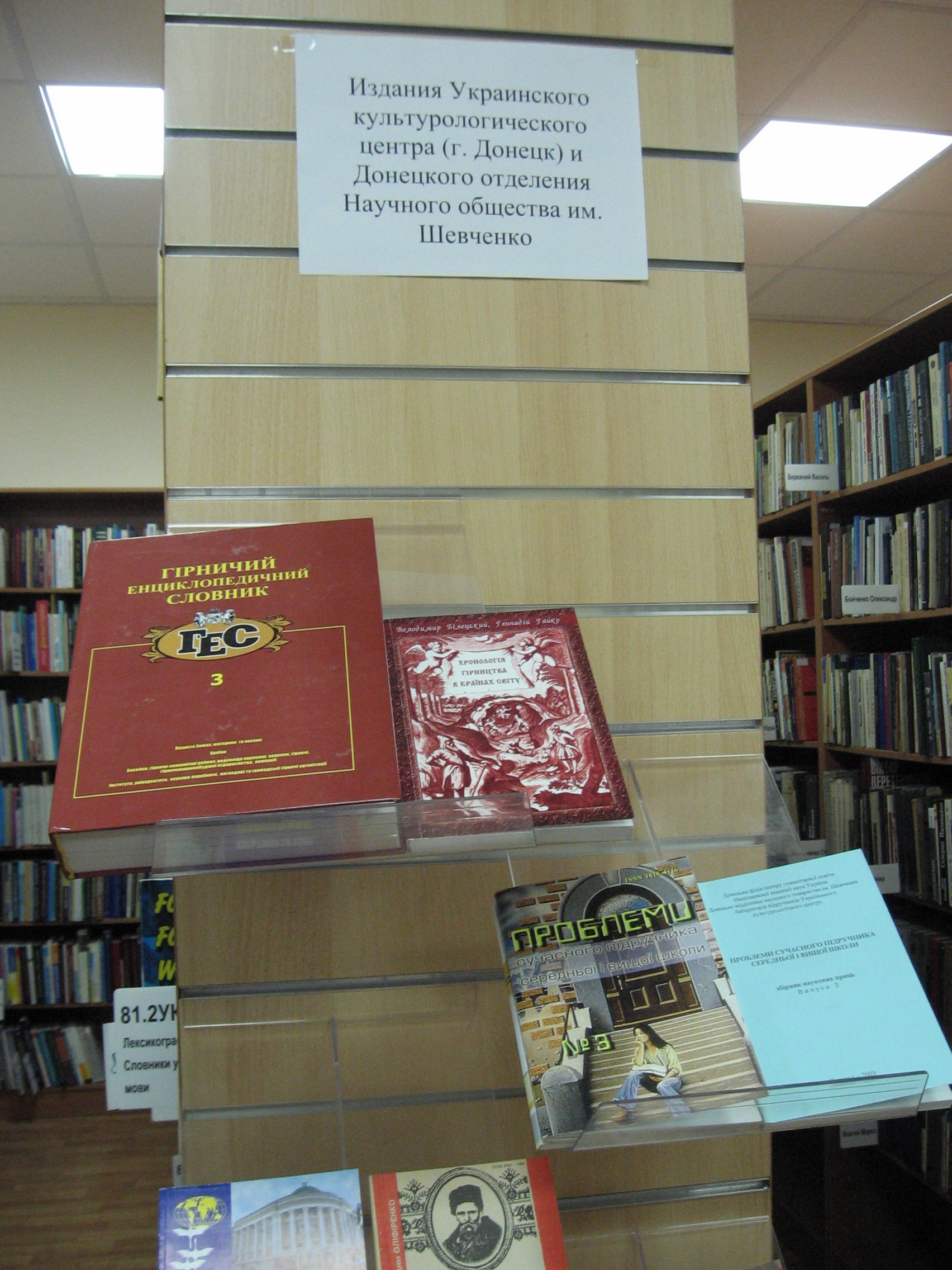
Виставки книг з України. 2007 р.

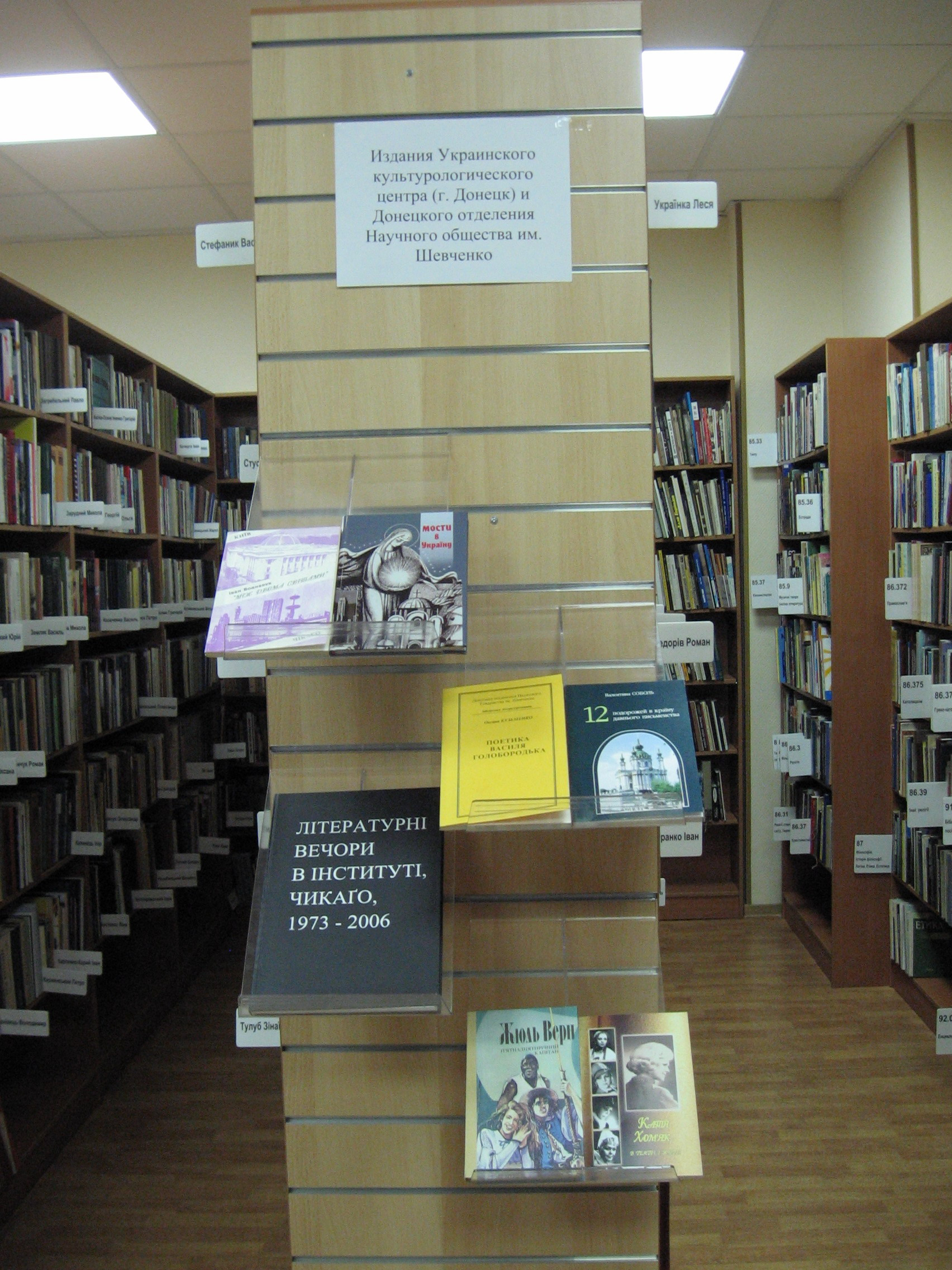
Виставки книг з України. 2007 р.

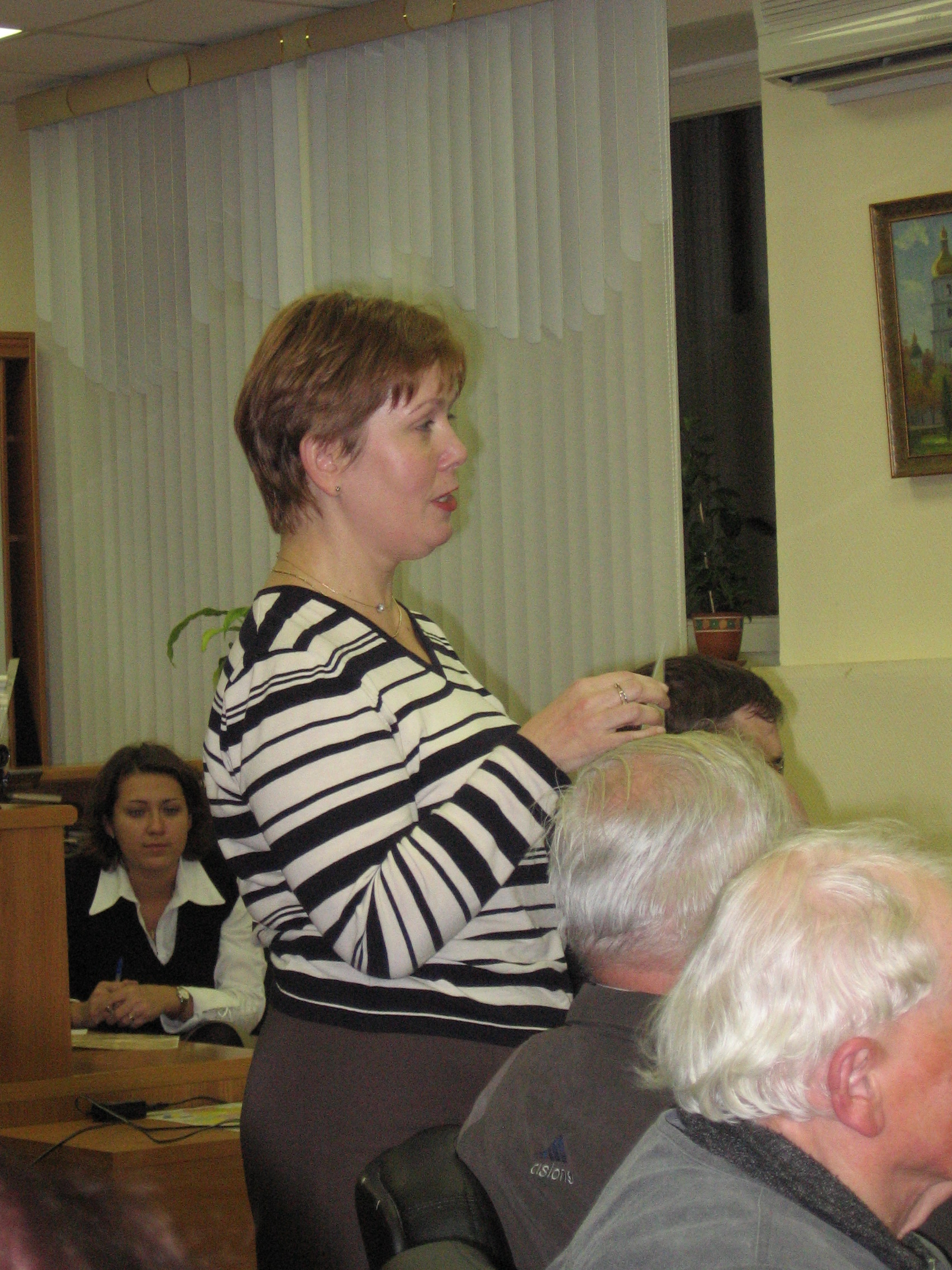
Директор бібліотеки Наталя Шаріна на заходах читацького товариства. 2007 р.

Із жовтня 1989 року почали надходити перші українські книги. Щодня бібліотека одержувала декілька, а то й десятки посилок з книгами — від бібліотек і видавництв, культурних товариств, шкіл, від окремих громадян, починаючи зі школярів, які надсилали улюблені книжки та, можливо, не такі улюблені підручники, і закінчуючи бібліофілами з великим стажем, які дарували цілі бібліотеки з власними екслібрисами. Велика кількість книг та періодики надходила й від українців діаспори — з Австралії, Аргентини, Білорусі, Бразилії, Ватикану, Великої Британії, Естонії, Італії, Канади, Латвії, Литви, Німеччини, Польщі, Румунії, Словаччини, США, Франції, Хорватії, Чехії, Югославії.
Урочисте відкриття Бібліотеки відбулося 17 грудня 1989 року в читальному залі Центральної бібліотеки № 122 Калінінського району Москви на шосе Ентузіастів, 20. У цьому приміщенні Бібліотека працювала до початку 1991 року; потім, до серпня 1993 року, — у бібліотеці-філії № 124 на Ухтомській вул., 21; а до середини 2000-х — у бібліотеці-філії № 147 на Велозаводській вул., 11/1. У травні 2006 року Бібліотеці надані приміщення в новій будові в районі Мар'їна Роща, за адресою вулиця Трифонівська, 61/1 (станція метро «Ризька»), де вона розміщується й досі.
Значну допомогу в комплектуванні фонду в 1989–91 роках надали й бібліотеки Російської Федерації. Зокрема, понад 400 книг передав відділ літератур мовами народів СРСР Центральної міської бібліотеки Москви імені М. О. Некрасова. Значну частину видань було отримано з обмінних фондів Російської державної бібліотеки, Державної історичної бібліотеки та бібліотеки Центрального будинку літераторів. Сотні книг та літературно-художніх часописів було передано радою з питань української літератури Спілки письменників СРСР.
У 1994 році на прохання новоствореної Бібліотеки української літератури в Москві працівники бібліотеки Львівського державного університету імені Івана Франка розшукали та повернули до Бібліотеки української літератури в Москві ті видання, що вцілілі з 1949 року, після ліквідації старої БУЛ. Із 1994 року Бібліотека є постійним учасником найбільшої в Україні книжкової виставки-ярмарку — Форуму видавців у Львові.
У подальшому комплектування фондів Бібліотеки здійснювалось переважно шляхом придбання літератури (коштом міського бюджету Москви), а також безоплатного передання літератури бібліотеками та видавництвами України, дарунків громадських організацій та приватних осіб. Міжнародний фонд «Відродження» у 1997 та 1999 роках передав Бібліотеці велику кількість українських музичних компакт-дисків, а також книжкових видань, що вийшли за його підтримки.
Протягом багатьох років постійну допомогу Бібліотеці надавали Публічна бібліотека імені Лесі Українки м. Києва, Львівська національна наукова бібліотека України імені В. Стефаника НАН України, Національна бібліотека України імені В. І. Вернадського, Національна парламентська бібліотека України, Національна бібліотека України для дітей, Державна бібліотека України для юнацтва, бібліотека Української Правничої Фундації, об'єднання «Укркнига». Систематично надсилають свої нові книги в дарунок Бібліотеці видавництва «Каменяр», «Либідь», «Мистецтво». Неоціненною була й допомога пошти України, зокрема Київського поштамту та державного підприємства «Преса», а також Державної фельд'єгерської служби України в організації передплати української періодики та доставці книг, газет та журналів до Москви.
У новому приміщенні БУЛ на Трифонівській вулиці були власна конференц-зала (з окремим входом), вона налічувала близько 60 глядацьких місць. У ній проходили зібрання клубів при Бібліотеці — «Пісенні вечорниці», клуба-студії «Слово», історико-культорологічного клубу «Родичі-Велика родина», а також зустрічі з українськими поетами й письменниками. Для російськомовних, що бажають вивчити українську мову, при Бібліотеці в квітні 2009 року були створені мовні курси.

## Переслідування з боку російської влади
2007 року Юрію Кононенкові було відмовлено у продовженні трудового контракту, одному з найстаріших і найбільш професійних її працівників, що був одним з ініціаторів її створення наприкінці 1980-х років, автором книги про історію Бібліотеки. Кононенко завідував до того відділом російської україніки. Незадовго до цього з бібліотеки звільнилися семеро співробітників-українців.
Новим директором стала Наталя Шаріна. За словами Юрія Кононенка, «вона абсолютно чужа українській літературі людина», яка «не знає ані української мови, ані української культури». Російська влада призначила її саме «для очищення установи від українського націоналізму… Під керівництвом Шаріної з бібліотеки викинули практично всіх колишніх співробітників».
2007 року в бібліотеці було проведено значне оновлення фондів, у результаті чого було списано багато українських видань, передусім періодичні видання українських громад Росії.
Разом із бібліотекою під переслідування потрапили найбільші об'єднання українців Росії: Федеральна національно-культурна автономія українців в Росії (ліквідовано 24 листопада 2010 р.) та Об'єднання українців Росії (розпочато процедуру ліквідації). Офіційними підставами ліквідації об'єднань називають порушення статуту та політичну діяльність, спрямовану проти офіційного курсу Росії.
В 2006—2007 роках здійснювався тиск і перевірка працівників бібліотеки. Працівники бібліотеки заявляли про переслідування їх з боку ФСБ.
2009 року Юрієві Кононенку російські прикордонники не дозволили повернутись додому в Москву з України, мотивуючи це порушеннями останнім російського законодавства.

### Події 2010—2011 років
18 грудня 2010 року преса повідомила про порушення кримінальної справи за фактом розповсюдження ксенофобської літератури в Бібліотеці української літератури. Однак пізніше з'ясувалося, що директора бібліотеки Наталю Шаріну правоохоронці про це не повідомляли і жодних перевірок не було. За інформацією агенції УНІАН, правоохоронці також заперечили факт порушення кримінальної справи, адже органи для цього не мали підстав.
21 грудня 2010 в пресі повідомлялося про здійснення обшуку бібліотеки співробітниками ФСБ Росії, а також вилучення ряду книжок. Основною причиною вказувався пошук літератури екстремістського та антиросійського характеру. Пізніше інформацію про обшук заперечили у МВС Росії. Джерело агентства УНІАН у бібліотеці не змогло ані підтвердити, ані спростувати факт проведення обшуку; водночас мобільні телефони керівника бібліотеки та її заступників були вимкненими, а службові — не відповідали.
23 грудня 2010 було здійснено обшук та вилучено понад 50 книг для психолого-лінгвістичної експертизи, серед яких книги про митрополита Андрея Шептицького, про ОУН-УПА, діяльність руху «Пора!», а також примірники газет «Нація і держава», «Шлях перемоги» та «Українське слово».
24 грудня 2010 року відбувся новий обшук, у ході якого було вилучено жорсткі диски з комп'ютерів бібліотеки, а також читацькі квитки. Бібліотеку було опломбовано і закрито.
12 січня 2011 р. у Міністерстві закордонних справ України повідомили, що БУЛ відновила роботу в звичайному режимі. У липні 2011 року кримінальна справа була припинена з огляду відсутності складу злочину.

### Події у жовтні-грудні 2015 року
У 2015 р. низка українських і російських ЗМІ повідомила про обшуки у приміщеннях Бібліотеки 28 жовтня, під час яких було вилучено 150—200 одиниць друкованої продукції, зокрема твори Д. О. Корчинського, визнані у Росії екстремістськими, а також сім книжок Дмитра Павличка. До списку нелегальних матеріалів потрапив і дитячий журнал «Барвінок», одна з ілюстрацій якого здалась оперативникам підозрілою (за одними даними, там було зображення прапору «Правого сектору», за іншими — зображення серпа і молота з антирадянським підписом). Директор БУЛ Н. Г. Шаріна була затримана на 48 годин (ТАСС), обшук провели й у її квартирі. Також обшук відбувся у співголови громадської організації «Українці Москви» Валерія Семененка.
29 жовтня з'ясувалось, що кримінальна справа була порушена на заяву Дмитра Захарова — депутата ради депутатів московського муніципального округу Якиманка від фракції «Справедлива Росія». «Я багато займаюсь темою України. І до мене, як до депутата, надійшов сигнал про те, що в цій бібліотеці є екстремістська література. Я перевірив цю інформацію за своїми каналами. Вона підтвердилася, і я звернувся до правоохоронних органів», — пояснив депутат.
Пізнього вечора 30 жовтня 2015 р. суд задовольнив відповідне клопотання слідства про відправлення Шаріної під домашній арешт. Їй було висунуте звинувачення за пунктом 6 частини 2 статті 282 КК РФ («Збудження ненависті або ворожнечі, здійснене з використанням службового становища») — склад, за який Кримінальний Кодекс передбачає до п'яти років ув'язнення. Своїми діями, за версією слідства, директор порушила федеральний закон «Про протидію екстремістської діяльності». Справу Шаріної передали в Управління з вивчення особливо важливих справ московського підрозділу Слідчого комітету РФ, як повідомила агентство РИА Новости старший помічник керівника московського Головного слідчого управління Слідчого комітету Ю. Іванова.
Єдиним забороненим виданням, яке, за ствердженням СК РФ, вилучили під час обшуку, виявилась книжка Д. Корчинського «Війна в натовпі», що в березні 2013 року була визнана в Росії екстремістською. При цьому співробітники Бібліотеки заперечували наявність цієї книжки у фондах: на їхню думку, вона була підкинута самими провоохоронцями. Інші вилучені матеріали — книжки про С. А. Бандеру, ОУН й УПА — у списках екстремістської літератури не числились.
Згідно чинному російському законодавству, факт зберігання забороненої судом і Мінюстом літератури сам по собі не тягне ніякої відповідальності. Масове поширення екстремістських матеріалів регулює ст. 20, п. 29 КоАП РФ, вона передбачає штраф до 3 тис. рублів або адміністративний арешт до 15 діб за «масове поширення екстремістських матеріалів, а рівно як їхнє виробництво або зберігання в цілях масового поширення». Також зберігання і поширення екстремістської літератури може бути частиною складу ст. 280 КК РФ (організація екстремістського товариства) і ст. 282 КК РФ (розпалювання міжнаціональної ворожнечі), як пояснив голова центру «Сова» Олександр Верховський. Разом з тим, бібліотеки мають право зберігати заборонену законом літературу у спецфонді, лише забезпечуючи доступ до неї на основі спеціального дозволу (наприклад, фахівцям) — за свідченням директора Російської державної бібліотеки О. І. Віслого. При цьому бібліотекарі зобов'язані самі регулярно вивчати список екстремістських матеріалів Мінюсту, зазначає голова Альянсу незалежних книговидавців і поширювачів книжок Борис Купріянов. «Бібліотеки не можуть і не мають права звільнюватися від книжок. Вони можуть перестати їх видавати, прибрати з публічного доступу, але треба розуміти, що книжки часто потрапляють до бібліотеки ще до заборони, а так вільно звільнюватися від історії — теж неправильно» — сказав він. О. І. Віслий засвідчив, що в його РДБ відстеженням оновлень у списках забороненої літератури Мінюсту займаються два співробітники, але в регіональних бібліотеках такі відстеження проводять нерегулярно, тому про зміни в списках там часто дізнаються від прокурорів, коли ті приходять з перевірками: «Таке трапляється. Мінюст ніколи не повідомляє бібліотеки про нові заборони, тому часом до когось приходять прокурори, щоб шукати заборонені книжки, але частіше це закінчується без наслідків». Купріянов додає, що у випадку з БУЛ важко казати щось про масове розповсюдження: «Вона не дуже популярна, туди частіше ходили або дослідники, або представники української діаспори».
На думку самої Шаріної, причиною її переслідування став донос, зроблений письменником С. А. Сокуровим (Сокуровим-Величко), який у 2007—2010 роках працював у БУЛ головним бібліотекарем (заступником директора). «У 2010 році його звільнили, й залишаючи бібліотеку, він пообіцяв мені всілякі неприємності. Про мене він казав, що я „помаранчева пляма“ у бібліотеці. Він винуватив мене в тому, що я замість того, щоб проводити в бібліотеці заходи з нагоди річниці смерті В. І. Леніна, проводжу заходи, пов'язані з Україною», — заявила Шаріна. Вона припустила, що її арешт є продовженням справи 2010—2011 років. «Нас тоді винуватили в тому, що ми поширювали екстремістську книжку Дмитра Корчинського. Але ця книжка була видалена з фондів бібліотеки в 2011 році. Вона була визнана екстремістською в 2013. У липні 2011 справа була припинена з відсутності складу злочину. Тобто за реабілітуючими підставами», — сказала директор. Вона також повідомила, що в січні 2015 року співробітників викликали на допит у слідчий комітет. «Тоді слідчий якось побіжно сказав, що політична ситуація змінилась…», — зазначила вона.
Чоловік Шаріної, О. Л. Шарін заявив РЕН ТВ 29 жовтня, що він знає ініціаторів переслідування і назвав їхні імена: Сергій Сокуров-Величко й Богдан Безпалько. Останній теж колись був співробітником Бібліотеки на посаді заступника директора зі зв'язків з громадськістю, але був звільнений Шаріною «за неналежне виконання службових обов'язків» (за свідченням Олексія Шаріна, «був спійманий за переглядом порнографії на робочому місці, але так намагався відстояти своє право це робити, що пішов з Шаріною врукопаш — після чого та подала на нього в суд і Безпалько навіть перебував „у розшуку“ певний час»). Дійсно, у листопаді 2011 р. стався інцидент, у ході якого Безпалько застосував фізичну силу до Шаріної, конфлікт був перерваний охоронцем. Постраждала Шаріна подала на нього в суд, перше засідання зі справи за статтею «Побої» почалось у червні 2012. Безпалько не явився ані на це, ані на наступні 10 засідань. 28 січня 2013 року Міщанський суд Москви оголосив його в розшук за систематичну неявку на судові засідання протягом 1,5 років. Але після того, як звинувачений незабаром сам явився в суд, ухвала про розшук була скасована. Проте, тривалий час по тому низка видань повідомляла, що він перебуває в розшуку доти. 19 лютого він був присутній на засіданні ради при президенті РФ з міжнаціональних відносин. У 2012 році Безпалько став керівником одної з українських організацій — ФНКА «Українці Росії», що підтримує у всьому російський політичний курс.
Як повідомив Сокуров в інтерв'ю «Московському комсомольцю» 29 жовтня, директор БУЛ не володіє українською мовою, не знає історії російсько-українських відносин. Це могло стати причиною того, що бібліотека стала розсадником екстремізму й русофобських настроїв. Проте, він вважає, що «Бібліотеку не можна закривати в жодному разі. По-перше, на посаду директора треба поставити людину досвідчену, що знає особливості історії й культури України. По-друге, робота бібліотеки повинна бути спрямована на створення і розвиток російсько-українських відносин, а не ворожнечі, як було досі. Треба дуже уважно ставитися до добору книжок, бо в сучасній українській літературі дуже багато книжок відверто русофобських».
2 листопада керівник відділу комплектування Бібліотеки Тетяна Мунтян була доставлена на допит у прокуратуру як свідок зі справи Шаріної. 16 листопада правозахисний центр «Меморіал» оголосив Шаріну політв'язнем. Правозахисники вважають кримінальне переслідування директора Бібліотеки прикладом нової репресивної політики й нагадують, що застосовувана до Шаріної стаття КК РФ розуміє під собою навмисні дії, до яких не належить зберігання забороненої літератури.
3 грудня ухвалою Московського міськсуду Шаріна була залишена під домашнім арештом до 27 грудня.
14 грудня УНІАН повідомила про зникнення співробітниці БУЛ Т. Г. Мунтян, але незабаром з'ясувалось, що вона знайшлась. Перед тим у квартирах співробітників Т. Г. Мунтян, В. Г. Крикуненка, Г. Павлюкової (дочки Шаріної) провели обшуки. У результаті у Мунтян і Крикуненка були вилучені комп'ютери й книжки з їхніх хатніх бібліотек, а в Павлюкової — книжки й деякі документи, за її власними словами, це були методична інструкція з роботи з екстремістськими матеріалами й акти про списання книжок. Окрім того, в Павлюкової вилучили флеш-пам'ять зі записаним обшуком 28 жовтня, брошуру про правові аспекти Голодомору в Україні, яка не належить до екстремістських матеріалів. Слідчий комітет РФ пояснив ці дії тим, що їм стало відоме про «фіктивне працевлаштування у БУЛ»: бібліотекарі тільки числились у штаті, а насправді часто були відсутніми на робочих місцях, тобто наявне «невиконання трудового договору», що припускає звинувачення у шахрайстві. 15 грудня стало відоме про ще один обшук. «Щойно до Бібліотеки української літератури прийшли з черговим обшуком. Це стає недоброю традицією», — зауважив адвокат Наталі Шаріної Іван Павлов, передає ТАСС.
21 грудня Павлов повідомив про можливу ліквідацію БУЛ, посилаючись на «надійне джерело в уряді Москви»: «Департамент національної політики, міжнародних зв'язків і туризму міста Москви, кому переходить приміщення БУЛ, просить департамент культури прилаштувати кудись книжкові фонди бібліотеки, а також „розв'язати питання подальшого працевлаштування“ її співробітників». Адвокат стверджував, що на місці Бібліотеки відкриють інший заклад. «Все це нагадує рейдерське захоплення, як вони описані в підручниках для студентів юридичних й економічних факультетів», — сказав він. Офіційного підтвердження цієї інформації в департаментах культури й національної політики міста Москви не було одержане.
25 грудня Прєсненський суд Москви продовжив Шаріній термін домашнього арешту до 28 січня 2016 року. За словами її нового адвоката Є. Смирнова, слідство не надало ніяких обґрунтовань цьому. Того ж дня, на засіданні президентської ради з культури, президент РФ В. В. Путін підкреслив, що Бібліотека має бути збережена, незважаючи на загострення російсько-українських відносин, а також розпорядився дізнатись щодо її директора: «Зараз просто уявлення не маю, про що там йдеться». На думку Путіна, культура в принципі повинна бути поза політикою, але цей принцип, на жаль, працює не завжди. «Як тільки починаються спроби використати культуру в інтересах політики (наприклад, у тій самій Україні), то вона як мінімум втрачає свою якість бути мостом між народами», — зазначив він.

### Події 2016 року
22 січня 2016 року співробітникам Бібліотеки представили нового виконавця обов'язків директора — Наталю Відінєєву. Після їм запропонували протягом тижня надати свої плани реорганізації БУЛ.
26 січня 2016 року стало відоме про отримання Шаріною 100 тис. рублів у рамках проекту фонду М. Б. Ходорковського й О. А. Навального. «Одержані гроші вона передасть співробітникам Бібліотеки української літератури. Зважаючи на загрозу скорочення, будь-яка підтримка їм дуже цінна», — цитує ТАСС І. Павлова. Щодо самої звинуваченої, стан її здоров'я погіршився. З дня затримання вона перенесла два гіпертензивні кризи.
27 січня 2016 року Прєсненський суд Москви знову подовжив термін домашнього арешту Шаріної, тепер — одразу на три місяці.
5 квітня газета «День» повідомила, що проти директора української бібліотеки у Москві порушили нову справу — тепер у розтраті. За словами адвоката Шаріної Івана Павлова «Нове обвинувачення є штучним приводом для продовження тиску на Шаріну».
12 квітня 2016 УНІАН повідомив про переслідування владою читачів бібліотеки.
25 квітня 2016 за повідомленням УНІАН адвокат директора бібліотеки Наталії Шаріної Іван Павлов зазначив: «У справі директора Бібліотеки української літератури Наталії Шаріної ситуація наступна: після того, як до звинувачення в екстремізмі додалося звинувачення в розтраті, слідчі звернулися в Пресненський суд з проханням продовжити домашній арешт ще на три місяці».
7 червня 2016 висунули остаточні звинувачення директору Бібліотеки української літератури в Москві Наталії Шаріній. Про це повідомив її адвокат Іван Павлов. За словами Павлова, Шаріну звинувачують в розпалюванні ненависті або ворожнечі, а також за двома пунктами 160-ї статті Кримінального кодексу РФ («привласнення або розтрата»). Павлов вважає, що ніякої розтрати не було, а звинувачення — лише привід для подовження домашнього арешту: адже відоме, що у випадку інкримінації за статтею 282 («Розпалювання ненависті або ворожнечі») тримати звинувачуваного під вартою дозволено не більше півроку, у випадку зі статтею 160 — утричі довше.
З 11 жовтня 2016 р. Бібліотека не здійснює видачу книжок на дім. Обслуговування читачів проводиться тільки в режимі читальної зали.

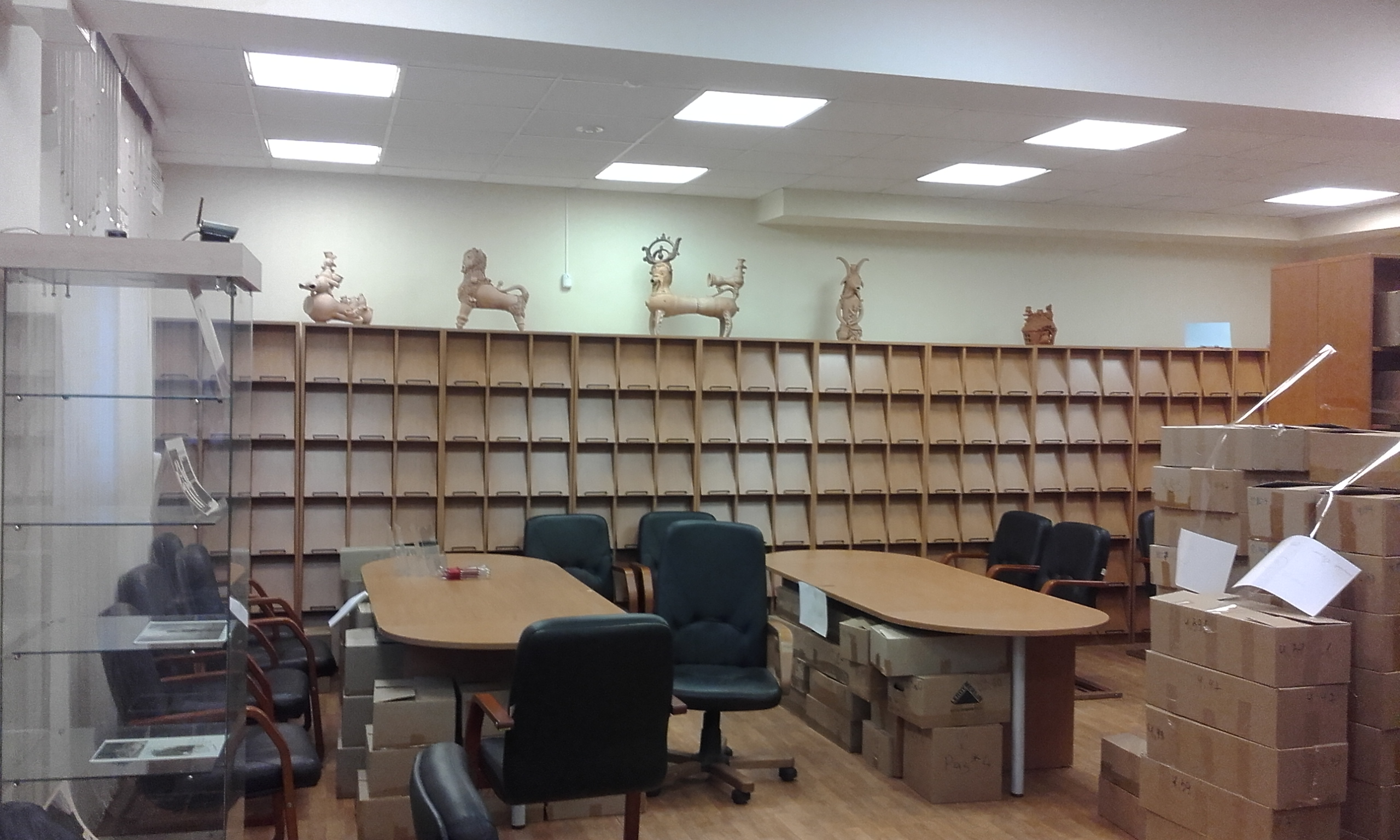
Читальна зала Бібліотеки в березні 2017. Фонди підготовані до вивозу

21 жовтня Міщанський суд подовжив домашній арешт Шаріної до 28 квітня 2017 р.
3 листопада почалися слухання з кримінальної справи — за двома статтями КК: «Розпалювання ненависті або ворожнечі» і «Розтрата бюджетних коштів».

### Події 2017 року
На початку лютого було оголошене про скоре закриття Бібліотеки. Відповідно до рішення Уряду Москви від 20 вересня 2016, фонди Бібліотеки української літератури мають бути передані до Центру слов'янських культур, створеного наприкінці 2016 року при бібліотеці іншомовної літератури ім. Рудоміно.
У березні 2017 повідомлено про те, що деякі цінні матеріали з ліквідованої БУЛ передані на зберігання до Національного культурного центру України в Москві. Серед них: архіви історії відтворення Бібліотеки; архіви, що реконструюють історію створення в РФ організацій української діаспори; архіви Культурного центру; видання українців Росії — листівки, звернення, газети, журнали (наприклад, газети «Український вибір», журнал «Український огляд»); матеріали про роботу Світового конґресу українців; примірники книг «Убієнним синам України, Сандормох» (2006), видані Карельською республіканською громадською організацією «Товариство української культури „Калина“». «Зберегти це все — наш прямий обов'язок. Тим паче я, наприклад, добре знаю, як по крупинках збиралася ця бібліотека, і скільки туди вклали своєї душі і здоров'я наші українці» — заявив один з активістів, що брав активну участь у роботі.
5 червня 2017 року стало відоме, що Міщанський суд Москви оголосив вирок Шаріній. Вона була визнана винною в «поширенні екстремістської літератури й незаконній розтраті бюджетних коштів» і засуджена на 4 роки умовно (з врахуванням 1 року 7 місяців домашнього арешту), з випробувальним періодом ще 4 роки. Суд повністю визнав вину Шаріної за всіма пунктами звинувачення. При цьому були взяті до уваги пом'якшувальні обставини: колишній директор Бібліотеки нагороджувалася грамотами, не була доти судима і має проблеми зі здоров'ям.
Наприкінці грудня в Центрі слов'янських культур (основа книжкової колекції якого сформована з фондів БУЛ) було оголошено про доступність каталогу українських книжок.

## Реакція українських громадських організацій в Росії та офіційних представництв України
- У 2007 р. представники Всеукраїнського Товариства «Україна-Світ» (Донецьке відділення), Українського культурологічного центру з м. Донецька відвідали бібліотеку, подарували бібліотечку видань УКЦентру (декілька сотень одиниць книг та журналів), організували разом з активістами Бібліотеки презентацію книг УКЦентру та видавництва Східний видавничий дім. Голова УКЦентру проф. В. С. Білецький привітав українську громаду та працівників бібліотеки від імені громадських організацій з України, вручив грамоти Українського культурологічного центру активістам Бібліотеки. За круглим столом були обговорені варіанти врегулювання проблемних питань стосовно функціонування Бібліотеки.
- ЗМІ України та української діаспори в світі активно висвітлювали ситуацію, яка складалася навколо кадрового питання, фондів та власне самої долі Бібліотеки української літератури в Москві.
  - Ситуацію навколо Бібліотеки української літератури в Москві відстежували і подавали актуальні інформації та коментарі УНІАН, Українська правда, Україна Молода, ТСН.ua, Голос UA, Радіо Свобода, Кореспондент та ін.
  - Аналітично-інформаційний журнал Схід у 2007 р. опублікував матеріал про Бібліотеку, наявні проблеми та виніс фоторепортаж про відвідання Бібліотеки представниками Всеукраїнського Товариства «Україна-Світ» (Донецьке відділення), Українського культурологічного центру з м. Донецька на обкладинку журналу.
  - Неодноразово газета Свобода вміщувала матеріали про перебіг подій довкола Бібліотеки української літератури в Москві, друкувала заяви різних організацій з цього приводу.
- Правління Об'єднання українців Росії і Правління Федеральної національно-культурної автономії українців Росії 20 січня 2011 р. виступили із Заявою, в якій зокрема сказано:

| Події у Бібліотеці української літератури в Москві насправді не мають ніякого відношення ні до української книги, ні до бібліотечної справи, ні до культури в цілому, а можуть бути зрозумілими тільки з огляду на зовнішньо- і внутрішньополітичну ситуацію в Росії, характер її відносин з Україною, а також можливе намагання ліквідувати бібліотеку як українську. Для української громади в Росії вилучення літератури, читацьких формулярів, електронного каталогу, сервера бібліотеки, що не лише паралізувало діяльність даної установи, але й позбавило всіх прихильників українського слова права на задоволення їхніх культурно-просвітницьких потреб, є свідченням порушення прав українців в Росії. У той же час не може мати ніякого виправдання психологічний і, що дуже прикро, фізичний тиск з боку представників правоохоронних органів і залякування керівництва бібліотеки, яке намагається просто виконувати свої обов'язки. ОУР та ФНКА УР звертаються до органів влади Російської Федерації з вимогою припинити тиск на українські організації Росії та нормалізувати ситуацію навколо Бібліотеки української літератури в Москві — державної установи, яка покликана розвивати любов до читання, до української книги та української культури загалом. Звертаємось також до Організації з безпеки і співробітництва в Європі, Президента України, Верховної Ради, Кабінету Міністрів, Міністерства закордонних справ України, Світового Конґресу Українців, Української Всесвітньої Координаційної Ради, світової та української громадськості з проханням допомогти українській громаді Росії у відстоюванні своїх прав та свобод. Пропонуємо також обговорити зазначені події на черговому засіданні Підкомітету з питань гуманітарного співробітництва Українсько-Російської міждержавної комісії. |
У 2015 р. МЗС України прокоментувало події навколо Бібліотеки української літератури в Москві як «прояв російського шовінізму, намагання знищити там основи української культури».

## Реорганізація бібліотеки
Відповідно до наказу уряду Москви від 30 червня 2014 року бібліотека позбавляється статусу юридичної особи й перетворюється в звичайну районну бібліотеку. Нові правила набувають чинності з 1 березня 2015 р.
Не може бути, вважає директорка бібліотеки Наталія Шаріна, щоб спеціалізована бібліотека з книгами іноземною мовою стала частиною централізованої бібліотечної системи (ЦБС) Центрального округу Москви:
«У них абсолютно інший штатній розклад, інші посадові обов'язки, — пояснює директорка української бібліотеки. — А головне: вони не комплектують, не шукають ці книжки по видавництвах. Вони отримують уже, так би мовити, готовий продукт. Для нас це неможливо!»

## Керівники бібліотеки
- Є. Л. Бердникова (Білошицька) (1989-?)
- Кононенко Юрій Григорович (2005—2007)
- Шаріна Наталя Григорівна (2007—2016)
- Відінєєва Наталя Андріївна (2016—2017)

## Цікавий факт
- У тому ж 2017 році був закритий Російський культурний центр у Львові: за антиукраїнську пропаганду.